# Šurice (Słowacja)
Šurice (węg. Sőreg) – wieś (obec) na Słowacji położona w kraju bańskobystrzyckim, w powiecie Łuczeniec. Pierwsze wzmianki o miejscowości pochodzą z roku 1245. 
Według danych z dnia 31 grudnia 2012, wieś zamieszkiwało 488 osób, w tym 251 kobiet i 237 mężczyzn.
W 2001 roku rozkład populacji względem narodowości i przynależności etnicznej wyglądał następująco:
- Słowacy – 9,85%
- Romowie – 0,19%
- Węgrzy – 89,78%

Ze względu na wyznawaną religię struktura mieszkańców kształtowała się w 2001 roku następująco:
- Katolicy rzymscy – 94,61%
- Grekokatolicy – 0,56%
- Ewangelicy – 1,12%
- Ateiści – 2,23%
- Nie podano – 0,56%